# レイコルト KLTV
レイコルト (韓国語:현마「ヒョンマ」、漢字:現馬) または 起亜軽戦術車両(KLTV) は、大韓民国の起亜自動車が製造している歩兵機動車である。2016年に量産を開始し、同年に大韓民国陸軍で運用が開始された。

## 概要
もともとは韓国軍のために設計されており、韓国国防省の支援と資金提供を受けて開発された。既存の起亜KM420と起亜　KM450を置き換える目的で調達が進められている。

## 開発
起亜KLTVとして2015年にアラブ首長国連邦のアブ・ダビで行われたIDEXにて初めて展示された｡その後幾度か防衛関連の展示会にて展示され、2016年には韓国国防省から公式に生産が開始されたことが発表された。
基本形となるK151(装甲輸送車型)やK152(装甲兵員輸送車型)を始め様々な派生型が開発されている。

## 特徴
全車両共通の事項として極力軽量化が図らせており、ホイールベースもが長めにとられているものも存在する。
基本形となる4ドア型は1人の運転手の他に3名の乗員を載せることができ、その中にはシングルキャブ型も含まれている。シングルキャブ型とセカンドキャブ型は両者ともモジュラー構造を取り入れている｡
防弾性能としては防弾ガラス、防弾構造の複合パネルを車体とドアに用いており、床面は地雷の爆発に耐えるように設計されている。
また屋根上にはM2ブローニング重機関銃をはじめとした各種武装を取り付けたRWSと銃手を保護するための防弾板を取り付けることができる。
RWSには7.62mm機関銃か12.7mm重機関銃、40mm自動擲弾銃や対戦車ミサイルを選択し取り付けることができる。
これらの武装、通信用のラジオやコンピューター、各種電子機器、特殊な装備用に10kWの発電機を搭載している。

## 派生型

### 装甲車型(通常車体)
- KLTV141歩兵機動車　- 公式にはK151と呼ばれている。
- KLTV181装甲兵員輸送車　- 公式にはK152と呼ばれている｡
- KLTV182装甲偵察車　- 公式にはK153と呼ばれている｡
- K153C - 機関銃や対戦車ミサイルを射手が手動で操作する｡
- K154 - 主に射弾観測用途に用いられている。

### 非装甲車型(通常車体)
- KLTV280多用途車
- KLTV223貨物車　- 公式ではK154Cとされている｡

### 非装甲車型(ロングホイール)
- KLTV243貨物車
- K351　- 主に工兵部隊向け｡車輌の修理等の任務に用いられる｡
- KLTV240シャーシトラック　- 公式ではK351Cとされている。
- 化学偵察車
- 幌屋根車

## 運用国
- 韓国 - 2016年より運用[3]
- マリ - 2017年より運用[4]
- ナイジェリア - 2020年より18輌以上を運用[5]
- フィリピン - フィリピン陸軍と海兵隊で運用
- トルクメニスタン - 国境警備隊で19輌以上を運用[6]
- チリ - 2022年12月より海兵隊で運用[7]

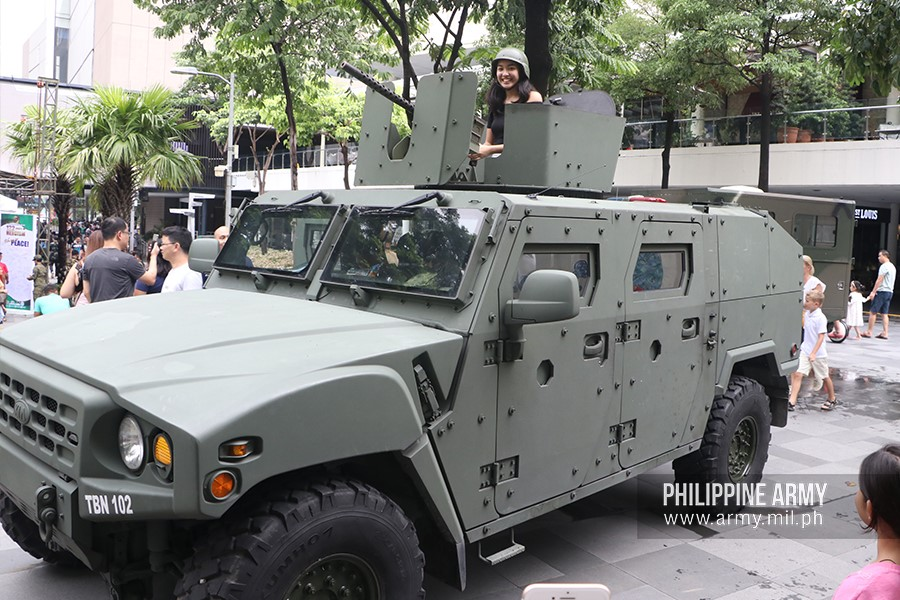
2019年のフィリピンで撮影されたKLTV

- ポーランド - 400輌を発注｡[8]

### 国家以外の運用者
- ISIL – ナイジェリア陸軍が運用していたものを2020年12月に鹵獲[9]

## 比較
|          | 軽装甲機動車 | VBL      | エノク  | コブラ   | LMV       | イーグル |
| -------- | ------------ | -------- | ------- | -------- | --------- | -------- |
| 画像     |              |          |         |          |           |          |
| 全長     | 4.4 m        | 3.87 m   | 4.82 m  | 5.23 m   | 5.50 m    | 5.37 m   |
| 全幅     | 2.04 m       | 2.02 m   | 1.90 m  | 2.22 m   | 2.05 m    | 2.16 m   |
| 全高     | 1.85 m       | 1.70 m   | 1.90 m  | 2.10 m   | 1.95 m    | 2.0 m    |
| 重量     | 約4.5 t      | 約3.59 t | 約5.4 t | 約6.2 t  | 約6.5 t   | 約8.5 t  |
| 最高速度 | 100 km/h     | 95 km/h  | 96 km/h | 115 km/h | 130 km/h  | 110 km/h |
| 乗員数   | 1+3 - 4名    | 2 - 3名  | 2 - 6名 | 1+8名    | 1+3 - 6名 | 1+4名    |

|          | EQ2050   | GAZ-2330 | ハスキーTSV     | ホークアイ | KLTV     | L-ATV    |
| -------- | -------- | -------- | --------------- | ---------- | -------- | -------- |
| 画像     |          |          |                 |            |          |          |
| 全長     | 4.97 m   | 5.70 m   | 5.84 - 6.86 m   | 5.78 m     | 4.90 m   | 6.2 m    |
| 全幅     | 2.134 m  | 2.30 m   | 2.438 m         | 2.39 m     | 2.20 m   | 2.5 m    |
| 全高     | 1.916 m  | 2.30 m   | 2.311 - 2.362 m | 2.39 m     | 2.0 m    | 2.6 m    |
| 重量     | 約3.25 t | 約7.6 t  |                 | 約7.0 t    | 約5.7 t  | 約6.4 t  |
| 最高速度 | 135 km/h | 140 km/h |                 | 130 km/h   | 130 km/h | 110 km/h |
| 乗員数   | 1+3名    | 2+10名   | 2+2名           | 1+4 - 5名  | 1+6名    | 1+3名    |